# NGC 2023
NGC 2023 je refleksijska maglica u zvježđu Oriona. 
Ova je maglica jedan od sjajnijih izvora fluorescentnog molekularnog vodika, a promjer od 4 ly čini je i jednim od najvećih na nebu. Izvor energije za maglicu je HD 37903, zvijezda tipa B, najsjajniji član skupa mladih zvjezdanih objekata koji obasjavaju prednju stranu molekularnog oblaka Lynds 1630 (Barnard 33) u Orionu B.
NGC 2023 čini šupljinu na površini oblaka, a udaljena je oko 450 parseka (= 1467 ly) od Zemlje.  Na nebu se nalazi samo trećinu stupnja od mnogo poznatije maglice "Konjska glava" i često ju se može pronaći na fotografiji zajedno s njom.